# 狐狸座U
狐狸座U，又名BD+20 4200，HD 185059、SAO 87447、HR 7458，是狐狸座的一颗恒星，视星等为7.14，位于銀經56.07，銀緯-0.29，其B1900.0坐标为赤經19h 32m 15.4s，赤緯+20° -0.29′ 36″。